# Klark Kent

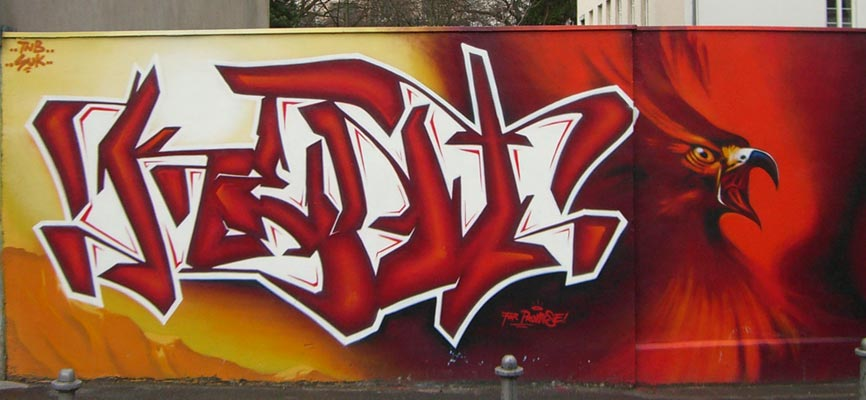
Kent Graffiti in Frankfurt am Main (2006)

Klark Kent (* 1973 in Frankfurt am Main) ist ein deutscher Graffiti-Künstler und Musikproduzent.

## Leben
Klark Kent ist seit 1989 aktiv und entwickelte sich über die Jahre zu einem international angesehenen Künstler. Neben zahlreichen Veröffentlichungen in Büchern und Magazinen wurden seine Bilder ab 1994 auch auf Ausstellungen präsentiert, darunter in den New Yorker Galerien Vincent Louis (1998) und Pacifico Fine Art (1999). Einige seiner Werke finden sich auch im 2006 erschienenen Computerspiel „Getting Up“ von Marc Ecko. Er ist Mitglied im Montana Writer Team, einer vom Sprühfarbenhersteller Montana Cans ins Leben gerufenen Gruppe, der weitere bekannte Künstler wie Atom, Can2 und Smash137 angehörten, welches aber zwischenzeitlich aufgelöst wurde. Zusammen realisierte Graffiti-Aktionen umfassen eine mehrwöchige Deutschland-Tour im Jahre 2001, Ausstellungen in Heidelberg und Dortmund 2004, eine Konzeptwand in der New Yorker Bronx 2005 sowie zahlreiche Städtereisen, u. a. nach São Paulo, Barcelona, Mailand und Basel. Das bisher größte Projekt war 2007 die Gestaltung einer 12 mal 70 Meter langen Wand in Dubai. Im Dezember 2010 sprühte er unweit des Nordkaps in Norwegen das nördlichste Graffito der Welt. Zwei Farbtöne des Spraydosenherstellers wurden nach ihm benannt: 2002 erschien eine Montana-Sonderserie mit dem Farbton „Kent Heat Red“ (heute nicht mehr erhältlich), und seit 2010 ist die Montana Gold 400ml „Shock Kent Blood Red“ erhältlich. Von 2010 bis 2023 führte Klark Kent das Canpire, das zu dieser Zeit größte Fachgeschäft für Streetart und Graffiti im Rhein-Main Gebiet.
Klark Kent hat das Online-Graffitispiel Bomb the World entwickelt, das in der Szene großen Anklang gefunden hat und 2004 mit dem „People’s Choice Award“ beim Flash Film Festival NYC ausgezeichnet wurde.
Neben Graffiti ist auch Musik wichtiger Bestandteil seines Schaffens. Als Mitbegründer des Frankfurter Binding Squad ist er mit seinen Produktionen u. a. auf dem 2003 erschienenen Mixtape Export in Erscheinung getreten. Seine jüngsten Produktionen sind für „Caser Nova feat. Fuego Fatal (Binding Squad)“: „Zurück nach Frankfurt“ (2008) und „Frankfurter Jungs“ (2011).